# 森特勒爾艾斯利普 (紐約州)
森特勒爾艾斯利普（英語：Central Islip）是位於美國紐約州薩福克縣的普查規定居民點。

## 人口
根據2020年美國人口普查的數據，森特勒爾艾斯利普的面積為18.53平方千米，皆為陸地。當地共有人口36714人，而人口密度為每平方千米1,981.33人。